# Willi Hanke
Willi Hanke (* 23. Februar 1902 in Münster; † 23. November 1954 in Bremen) war ein Schauspieler, Regisseur und Theaterleiter.

## Leben
Willi Hanke war der Sohn eines Regierungsboten, der früh starb. Er besuchte die Schule in Münster und arbeitete als Statist am Theater. Seit 1921 zog er mit Wanderbühnen umher. 1926 erhielt er ein Engagement als Liebhaber und jugendlicher Held am Bremer Stadttheater. 1931 wurde er Oberspielleiter am Stadttheater Bremerhaven. Hanke war ab 1933 an verschiedenen deutschen Bühnen tätig, unter anderem in Dortmund, Münster und Graz. Am 15. Dezember 1939 beantragte er die Aufnahme in die NSDAP und wurde zum 1. März 1940 aufgenommen (Mitgliedsnummer 7.514.872). In der „Stadt der Reichparteitage“ Nürnberg wurde er von Gauleiter Julius Streicher 1939 zum Intendanten der Oper Nürnberg ernannt und wurde 1943 auf Betreiben des Reichspropagandaministeriums zum Generalintendanten befördert. Er arbeitete hier eng mit dem Kapellmeister Max Loy zusammen, 1941 bis 1945 hat er mit Loy auch in der Reichsstelle für Musikbearbeitung gewirkt und dort eine ganze Reihe von Opernbearbeitungen unternommen. Nach Ende des Zweiten Weltkriegs wurde Hanke von den US-amerikanischen Besatzungsbehörden des Amtes enthoben, über seine Entnazifizierung ist nichts bekannt.
1949 wurde Hanke Intendant der neugegründeten Theater der Freien Hansestadt Bremen.  Er prägte dabei den Wiederaufbau des Theaters, der 1950 abgeschlossen wurde. Er hatte eine starke Beziehung zum Musiktheater und engagierte zahlreiche berühmte Dirigenten für anspruchsvolle Operndarbietungen. Dabei orientierte er sich an der künstlerischen Gesinnung und weniger an Illusionen und regeltreuen Prinzipien. Die Aufführung der Oper Mathis der Maler von Paul Hindemith war ein Höhepunkt. Auch Werke von Richard Wagner standen auf dem Spielplan. Er arbeitete zudem an den Kammerspielen in Bremen. Hanke verstarb früh, kurz nachdem sein Vertrag um drei weitere Jahre verlängert worden war und er bereits die Spielzeit 1954/1955 durchgeplant hatte. Sein Nachfolger als Intendant wurde Albert Lippert vom Deutschen Schauspielhaus in Hamburg.